# Yohan Le Berre
Yohan Le Berre (Lagny-sur-Marne, 20 settembre 1987) è un triatleta francese specializzato nel duathlon.

## Palmarès
- Mondiali duathlon

Fionia 2018: argento nell'individuale.
- Europei duathlon

Kalkar 2016: bronzo nell'individuale.
Soria 2017: bronzo nell'individuale.